# Walter Ott
Walter Ott (Zürich, 21 december 1942 - aldaar, 18 maart 2022) was een Zwitsers jurist en hoogleraar aan de Universiteit van Zürich.

## Biografie
Walter Ott studeerde rechten aan de Universiteit van Zürich. Na het behalen van zijn doctoraat in 1971 en habilitatie in 1978 aan dezelfde universiteit, werd hij daar in 1982 benoemd tot assistent-professor, in 1987 tot universitair hoofddocent en in 1997 tot hoogleraar rechtsfilosofie, rechtstheorie en privaatrecht. In 2008 ging hij met pensioen.
Naast natuurrechtelijke vraagstukken hield Ott zich bezig met zekerheden, contracten, aansprakelijkheid, echtscheiding en huwelijksvermogensrecht.
Na een kort, hevig beloop van een coronabesmetting is Ott in maart 2022 op 79-jarige leeftijd overleden.

## Werken
- (de)  Der Rechtspositivismus. Kritische Würdigung auf der Grundlage eines juristischen Pragmatismus, Berlijn, 1992, ISBN 3-428-07423-8.
- (de)  Fälle zum Haftpflichtrecht mit Lösungen. Mit einer Einleitung in die Methode zur Lösung von Haftpflichtrechtsfällen, Zürich, 2006, ISBN 3-7255-5205-3 (samen met Sandra Hotz).
- (de)  Die Vielfalt des Rechtspositivismus, Baden-Baden, 2016, ISBN 3-8487-3503-2.
- (en)  The varieties of legal positivism. The Hitler argument and other objections to legal positivism, Zürich, 2018, ISBN 3-8487-5146-1 (samen met Maria Anna Rea-Frauchiger).